# Џубга
Џубга (рус. Джубга; адиг. Жьыубгъу) насељено је место са званичним административним статусом варошице (рус. посёлок городского типа) на југу европског дела Руске Федерације. Налази се у југозападном делу Краснодарске покрајине и административно припада њеном Туапсиншком рејону.
Према подацима националне статистичке службе РФ за 2019, у вароши је живело 5.703 становника.

## Географија
Варошица Џубга се налази у југозападном делу Краснодарске покрајине, на месту где се у Црно море улива истоимена река Џубга. Насеље се налази на око 57 километара северозападно од града Туапсеа, односно на око 83 километра југозападно од Краснодара и 115 км северозападно од Сочија.
Насеље је директно повезано на аутопут М4 „Дон” којим је преко Горјачег Кључа и Адигејска повезано са Краснодаром.
| Температура у °C • падавине у mm | Дијаграм: |     |     |     |      |      |      |      |      |      |     |     |
| \| Температура \| \| \| \| \| \| \| \| \| \| \| \| \| \| \| 52 \| 62 \| 85 \| 138 \| 1715 \| 2217 \| 2521 \| 2521 \| 2216 \| 1611 \| 116 \| 83 \| \| \| јан \| феб \| мар \| апр \| мај \| јун \| јул \| авг \| сеп \| окт \| нов \| дец \| |           |     |     |     |      |      |      |      |      |      |     |     |
| Температура |           |     |     |     |      |      |      |      |      |      |     |     |
| | 52        | 62  | 85  | 138 | 1715 | 2217 | 2521 | 2521 | 2216 | 1611 | 116 | 83  |
| | јан       | феб | мар | апр | мај  | јун  | јул  | авг  | сеп  | окт  | нов | дец |

| Температура |     |     |     |     |      |      |      |      |      |      |     |     |
|             | 52  | 62  | 85  | 138 | 1715 | 2217 | 2521 | 2521 | 2216 | 1611 | 116 | 83  |
|             | јан | феб | мар | апр | мај  | јун  | јул  | авг  | сеп  | окт  | нов | дец |

## Историја
Савремено насеље развило се из козачке станице Џубгскаја основане 1864, а која се налазила на нека 2 км узводно од ушћа Џубге у Црно море. Након што је Шапсушки гарнизон 1870. напустио станицу насеље је претворено у село. Према статистичким подацима из 1905. у тадашњем селу налазила су се 74 домаћинства.
Године 1966. село добија званичан статус вароши, односно полуурбане средине.

## Демографија
Према подацима са пописа становништва 2010. у вароши је живело 5.223 становника, а према проценама за 2019. тај број је порастао на 5.703 житеља.
| 1926. | 1936. | 1959. | 1970. | 1979. | 1989. | 2002. | 2010. | 2019. |
| ----- | ----- | ----- | ----- | ----- | ----- | ----- | ----- | ----- |
| 717   | 1.000 | 2.000 | 2.798 | 3.634 | 3.557 | 5.246 | 5.223 | 5.703 |